# ولید شور
ولید شور (عربی: وليد عادل شور؛ زادهٔ ۱۰ ژوئن ۱۹۹۶) بازیکن فوتبال اهل لبنان است.
وی همچنین در تیم ملی فوتبال لبنان بازی کرده‌است.